# Paul Regnard
Pour les articles homonymes, voir Regnard (homonymie).
Paul Marie Léon Regnard, né le 7 novembre 1850 à Châtillon-sur-Seine  (Côte-d'Or) et mort à 18 avril 1927 à Paris (5e), est un médecin, physiologiste et biologiste français, directeur de l'Institut national agronomique entre 1901 et 1917.

## Aperçu biographique
Son père est avocat et docteur en droit. Il est interne des hôpitaux (1874), préparateur (1875) puis directeur adjoint du laboratoire de physiologie de la Sorbonne. En 1878, il est docteur en médecine de la Faculté de médecine de Paris. Il est l'élève et collaborateur de Paul Bert.
Durant sa carrière, il est professeur d'anatomie et de physiologie, puis directeur de l'Institut national agronomique.

## Distinctions
- Officier d'académie
- Officier de l'Instruction publique (1887)
- Chevalier de l'ordre du Mérite agricole (1889)
- Membre de l'Académie de médecine (1895)[3].
- Officier de la Légion d'honneur (1900)[4]

## Œuvres et publications
- Dosage de l'urée, appliqué aux recherches chimiques, Paris, Guillaume, 1874, lire en ligne sur Gallica
- Dosage de l'urée, appliqué aux recherches chimiques. Procédé de M. Regnard. Construit par Alvergniat frères, Paris, 10, rue de la Sorbonne, 1877.
- Recherches expérimentales sur les variations pathologiques des combustions respiratoires, [thèse pour le doctorat en médecine présentée le 16 décembre 1878], Versailles, Impr. et stér. Cerf et fils , 1878.
- Recherches expérimentales sur les variations pathologiques des combustions respiratoires, Publications du Progrès médical, Paris, V.-A. Delahaye, 1879, lire en ligne sur Gallica.
- De l'Influence des radiations rouges sur la végétation, [Extrait des Annales de l'Institut national agronomique, no 3, 1878-79], Paris, J. Tremblay, 1880.
- Sorcellerie, magnétisme, morphinisme, délire des grandeurs, Paris, E. Plon, Nourrit et Cie, 1887, lire en ligne sur Gallica.
- Physique biologique. Recherches expérimentales sur les conditions physiques de la vie dans les eaux, Paris, G. Masson, 1891.
- Notice sur les titres et travaux scientifiques de M. le Dr Paul Regnard, Coulommiers, Brodard et Gallois, 1892, Texte intégral.
- La Cure d'altitude, Paris, Masson, 1897.
- Institut national agronomique. Programme du travail de vacances. [Note République française. Ministère de l'Agriculture], Argenteuil, impr. de Worms-Ollivier, 1904.
- « Sur un dispositif destiné à éclairer les eaux profondes », in Sur l'Emploi de nasses pour des recherches zoologiques en eaux profondes, par le prince Albert de Monaco. (9 juillet 1888), Paris, Gauthier-Villars, s.d.

En association
- avec Désiré-Magloire Bourneville 
  - De l'ischurie hystérique, Paris, aux bureaux du Progrès médical, A. Delahaye et Cie, 1876, lire en ligne sur Gallica.
  - Iconographie photographique de la Salpêtrière (service de M. Charcot), Paris, aux bureaux du Progrès médical, 1875-1880 :

1. 1875, Texte intégral.
2. 1877, Texte intégral.
3. 1878, Texte intégral.
4. 1879-80, Texte intégral.

- avec Félix Jolyet (1841-1922),Recherches sur la respiration des animaux aquatiques, Paris, Masson, 1877.
- avec Paul Loye (1861-1890), Expériences sur un supplicié, Paris, impr. de V. Goupy et Jourdan, 1885.
- avec Henri Johnson, (artiste peintre),Légendes explicatives des planches murales d'anatomie et de physiologie, Paris, C. Delagrave, 1886, lire en ligne sur Gallica.
- avec Georges Eugène Wery (1861-1936), Eugène Risler, [Extrait des Annales de l'Institut national agronomique, 2e série, t. 4, fasc. 2], Paris, J.-B. Baillière et fils, Librairie agricole de la Maison rustique, 1905.
- avec Paul Portier (1866-1962), Hygiène de la ferme, Paris, J.-B. Baillière et fils, 1906.